# Enchentes no Sudeste do Brasil em 2013
As enchentes no Sudeste do Brasil em 2013 ocorreram após fortes chuvas atingirem partes dos estados brasileiros supracitados em dezembro daquele ano. Ao lado das enchentes de 1979, está entre os maiores desastres naturais já registrados na região, deixando 46 vítimas fatais e mais de 54 mil desalojados ou desabrigados, afetando um total de 155 municípios entre o território capixaba e a faixa leste do estado mineiro.

## Chuvas

### Antecedentes
As chuvas intensas em dezembro foram antecedidas por um inverno tipicamente seco e um outubro com chuvas moderadas e dentro da média na maior parte das áreas afetadas pelos temporais em dezembro, ao contrário de novembro, que foi marcado por veranicos e chuvas irregulares em algumas áreas do Espírito Santo e principalmente no leste mineiro. Em todos os pontos de monitoramento do Instituto Nacional de Meteorologia (INMET) situados na região mineira do Vale do Rio Doce as chuvas ficaram abaixo da média climatológica em novembro, exceto em Timóteo, onde o acumulado mensal foi de 418,9 mm, para uma média de 210,0 mm (Governador Valadares, a cerca de 100 km de Timóteo, terminou o mês com menos de 60,0 mm). No entanto, em território capixaba choveu significativamente na maior parte do estado em novembro, sendo que as chuvas se concentraram no começo e no final do mês; Vitória fechou o mês com 304,8 mm, sendo 155,1 mm apenas entre os dias 26 e 27.

### Primeiras chuvas intensas
O primeiro decênio de dezembro foi marcado por altas temperaturas e tempo seco e, após o dia 5, ocorreram algumas chuvas expressivas, mas ainda mal distribuídas, provocadas pelo abafamento e por uma frente fria situada sobre o Oceano Atlântico, que dissipou-se no dia 9. Entre a tarde e a noite do dia 11 de dezembro, um forte temporal atingiu a Região Metropolitana de Belo Horizonte (RMBH), provocando vários pontos de inundação, enxurradas, interrupção no abastecimento de energia elétrica e desabamentos. Essas chuvas foram causadas pelo avanço de uma nova frente fria, agora sobre a região e, segundo o INMET, o acumulado de chuva na estação meteorológica automática da Pampulha, em Belo Horizonte, entre as 10 horas da manhã do dia 11 e as 10 horas do dia 12 foi de 115,4 mm.
Durante a madrugada do dia 12, a frente fria avançou sobre o leste mineiro e Espírito Santo, provocando chuvas fortes e estragos em algumas cidades do estado capixaba e do Vale do Rio Doce, como na Região Metropolitana do Vale do Aço, onde o acumulado na estação meteorológica de Timóteo foi de 99,2 mm. Em Aimorés choveram 173,6 mm entre os dias 11 e 13 e em Governador Valadares choveram 103,4 mm no dia 13. No Espírito Santo, choveram 101,8 mm em Vitória no dia 12 (mais da metade da média climatológica do mês de dezembro) e em Linhares ocorreram 74,0 mm no dia 13. O Rio Doce começava a apresentar uma elevação em seu nível, provocando enchentes em algumas cidades.

### ZCAS

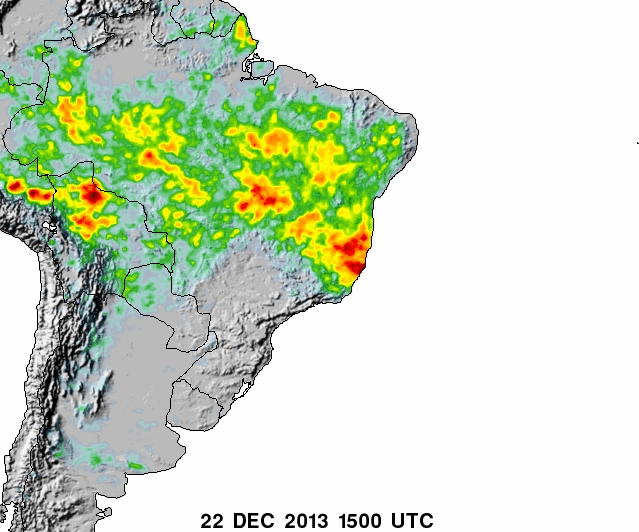
Acumulado de sete dias de chuva sobre a América do Sul até as 15h00min de 22 de dezembro de 2013 (UTC), em imagem gerada pelo satélite Tropical Rainfall Measuring Mission da NASA.

A frente-fria, associada à umidade oriunda da Amazônia, começava a dar origem à formação da zona de convergência do Atlântico Sul (ZCAS). Previam-se acumulados significativos para Minas Gerais e Espírito Santo. O Instituto Capixaba de Pesquisa, Assistência Técnica e Extensão Rural (Incaper) emitiu, no dia 16 de dezembro, um alerta de chuvas moderadas e fortes, com possíveis rajadas de vento e raios, para o dia seguinte no Norte, Noroeste e Nordeste do Espírito Santo, mantendo as regiões em estado de atenção. Voltou a chover com bastante intensidade no Espírito Santo ainda na noite do dia 16.
Segundo o Incaper, do dia 1º ao dia 19 de tal mês, choveram 600,0 mm em Pontal do Ipiranga, 561,1 mm em Povoação (ambos no município de Linhares), 558,7 mm em Águia Branca, 505,8 mm em Sooretama, 472,8 mm em Vitória e 318,6 mm em Viana. Entre os dias 17 e 19, Linhares foi a região litorânea com maior precipitação no mundo, segundo imagens do satélite Tropical Rainfall Measuring Mission (TRMM) da NASA. Em Minas, choveu cerca de 270 mm em Governador Valadares entre os dias 16 e 17, o que significa 67% acima da média climatológica do mês inteiro. Segundo o INMET, entre os dias 16 e 19 choveram 235,6 mm em Aimorés e 330,0 mm em Capelinha.
Choveu continuamente entre o leste mineiro e o Espírito Santo até por volta do dia 25 de dezembro (Natal), quando o sistema começou a enfraquecer, e após o dia 26 as chuvas vieram em forma de pancadas isoladas, porém fortes em alguns pontos, associadas ao calor e à alta umidade. Em Minas Gerais, foram registrados 253,2 mm em Timóteo entre os dias 20 e 22 (721,2 mm do dia 1º a 31 de dezembro), 276,4 mm entre os dias 20 e 23 em Governador Valadares (690,5 mm entre os dia 1º e 31), 157,0 mm em Capelinha entre os dias 20 e 23 (930,0 mm entre os dia 1º e 31), e 301,8 mm em Aimorés entre os dias 20 e 24 (826,0 mm entre os dias 1º e 31). No Espírito Santo, o acumulado mensal mensal de dezembro foi de 619,9 mm em Linhares, 714,0 mm em Vitória (sendo 507,6 mm entre os dias 19 e 24) e 839,1 mm em Santa Teresa (com acumulado diário de 205,4 mm em 21 de dezembro e 117,8 mm no dia 24).

## Danos

### Primeiras chuvas
No dia 5 de dezembro, Caratinga registrou a segunda morte do período chuvoso no estado de Minas Gerais em decorrência de temporais, onde uma adolescente de 12 anos morreu soterrada em um deslizamento de terra; a primeira vítima foi em Astolfo Dutra, na Zona da Mata, no dia 4 de outubro, quando um agricultor foi atingido por um raio. No dia 12, com o avanço da frente-fria que viria a dar origem à ZCAS, houve deslizamento de terra, quedas de árvores e alagamentos nos municípios da Região Metropolitana de Belo Horizonte e no Vale do Aço (Ipatinga, Coronel Fabriciano e Timóteo), em Minas Gerais. No Espírito Santo, em Bom Jesus do Norte o temporal daquele dia deixou 100 pessoas desalojadas e em Vitória ruas e avenidas ficaram alagadas. As chuvas contínuas provocaram um aumento no nível do rio Doce e, posteriormente, as primeiras enchentes a partir do dia 14 de dezembro em cidades como Governador Valadares e Linhares.

### Espírito Santo
| Colatina, município com mais mortos Outros municípios com mortos Outros municípios afetados Municípios não afetados |

Municípios afetados pelas chuvas no Espírito Santo até 26 de dezembro de 2013.
Colatina, município com mais mortos
Outros municípios com mortos
Outros municípios afetados
Municípios não afetados

No Espírito Santo, em 16 de dezembro, os rios Bananal, Timirim, Panorama e Bananalzinho não suportaram o volume de chuva e alagaram o município de Rio Bananal. Até então, este era o município mais prejudicado, sofrendo a maior enchente de sua história, com o rio Bananal cinco metros acima do nível normal. A enxurrada invadiu todo o comércio da cidade, fazendas e centenas de casas, destruiu pontes e ruas, interrompeu o fornecimento de água potável e energia elétrica e comprometeu a telefonia. Segundo a coordenadora da Defesa Civil de Rio Bananal, a cidade ficou praticamente devastada. Duas casas foram arrastadas pelas águas e a cidade ficou com todas as estradas bloqueadas. Três mil pessoas ficaram desalojadas e 350 desabrigadas.
Ainda em 16 de dezembro, as fortes chuvas provocaram a cheia dos córregos Laranja da Terra e São José, no município de Laranja da Terra. Em Marilândia, o rio Liberdade transbordou e inundou ruas. Em Bom Jesus do Norte, o rio Itabapoana ameaçou transbordar. Em Cachoeiro de Itapemirim, onde chovia desde o dia 13, dois muros e uma barreira caíram na avenida Jones dos Santos Neves, no bairro Caiçara. Em Castelo, houve deslizamentos, uma ponte entre os bairros São Pedro e Corumbá e um muro caíram, e quinze casas e duas escolas foram inundadas. Em Viana, houve alagamentos nos bairros Vila Bethânia, Santo Agostinho, Universal, Ipanema, Industrial e Campo Verde. Em Vila Velha, houve deslizamento no bairro 23 de Maio. Em Cariacica, o bairro Flor de Piranema foi inundado e em Nova Rosa da Penha I houve deslizamento. Em Laranja da Terra, houve alagamentos, e em Governador Lindenberg e Itarana, houve deslizamentos. Em Castelo, o rio Castelo subiu 2,7 metros e foram destruídos uma ponte e dois muros. Em Mimoso do Sul, houve cheia no rio Muqui, e em Vargem Alta, 90% das estradas foram danificadas.
Em Vila Velha, entre os dias 17 e 18 de dezembro, os bairros de Cobilândia e Paul ficaram alagados, e no bairro Ataíde houve queda de um muro, que resultou na destruição de dois caminhões e danificação de outro muro. Em Laranja da Terra, o rio Guandu subiu cinco metros. Uma casa desabou no Morro do Moscoso, em Vitória, e outra desabou no bairro Bandeirantes, em Cariacica. Na noite do dia 18, um deslizamento interditou a curva do Saldanha. Em Conceição do Castelo, o rio Castelo subiu quatro metros, causando inundações e quedas de barreiras.
No dia 19, o rio Fundão chegou a 3,70 m acima do nível normal, mas ainda não tinha transbordado no município de Fundão. Em João Neiva, o rio Clotário subiu cinco metros, atingindo principalmente o Centro e as localidades de Monte Líbano, Cavalinhos, Acioli e Vila Nova de Baixo. Na cidade, a água invadiu casas e comércios da parte baixa da avenida Getúlio Vargas, isolou pessoas e derrubou árvores sobre vias. Em Vila Pavão, houve quedas de barreiras, bloqueios de estradas e destruição de casas, bueiros e pontes. Pessoas ficaram isoladas e desabrigadas nas localidades de São Gonçalo e Beira-Rio. Em São Mateus, houve desalojados nos bairros Porto, Maruim e Pedra d'Água. À noite, em Vitória, um muro caiu em Jucutuquara, um deslizamento ocorreu no Jaburu e uma rocha caiu em Consolação. Em Vila Velha, ruas ficaram alagadas no bairro Cristóvão Colombo, Itapoã e Praia da Costa. A Terceira Ponte ficou fechada por quatro horas. Ficaram sem abastecimento de água pela Companhia Espírito-Santense de Saneamento (Cesan) os municípios de Água Doce do Norte, Águia Branca, Alto Rio Novo, Barra de São Francisco, Nova Venécia, Pancas, São Gabriel da Palha e Vila Valério.
Em 20 de dezembro, o rio Cricaré subiu três metros em Nova Venécia e deixou duas pontes submersas, uma passarela destruída e a localidade de São Gonçalo isolada. A estrada que liga Nova Venécia a São Mateus ficou interrompida pelo Departamento Nacional de Infraestrutura de Transportes (Dnit). Em Viana, 190 famílias ficaram desabrigadas e os bairros Marcílio de Noronha, Jucu, Nova Belém e Ipanema ficaram com risco de deslizamentos. Ruas da Prainha, em Vila Velha, foram tomadas por areia e o calçamento do Convento da Penha foi arrastado pela força da água. Nos bairros de Jardim Garanhuns, Ulisses Guimarães e Ataíde, houve alagamentos, deslizamentos e quedas de muros. O município de Santa Leopoldina ficou isolado com a subida do rio Santa Maria da Vitória, que obstruiu a rodovia que liga a cidade a Santa Maria de Jetibá e Cariacica. Em Marechal Floriano, o Braço Norte do Rio Jucu subiu dois metros e inundou casas e terrenos. Em Cariacica, o rio Formate subiu dois metros. Em Pancas, bairros foram alagados, e pontes e bueiros foram destruídos. Barra de São Francisco ficou completamente alagada. Em São Domingos do Norte, o rio São José encheu e deixou desabrigados. Em Guarapari, houve deslizamentos, havendo desalojados no bairro Kubitschek. Casas ficaram danificadas em Ibatiba.
No dia 22, na Serra, uma casa desabou em Cidade Pomar e houve deslizamento em Vista da Serra I. Mais de trinta linhas do transporte coletivo (Transcol) foram desviadas. Quase todas as rodovias estaduais foram afetadas. Na rodovia ES-010, entre Jacaraípe e Nova Almeida, na Serra, a pista foi parcialmente destruída. O nível do rio Doce continuava elevado e com tendência a subir, provocando enchentes em cidades como Baixo Guandu, Colatina e Linhares entre os dias 20 e 26. Cerca de 20 mil quilômetros de estradas foram danificados no estado.

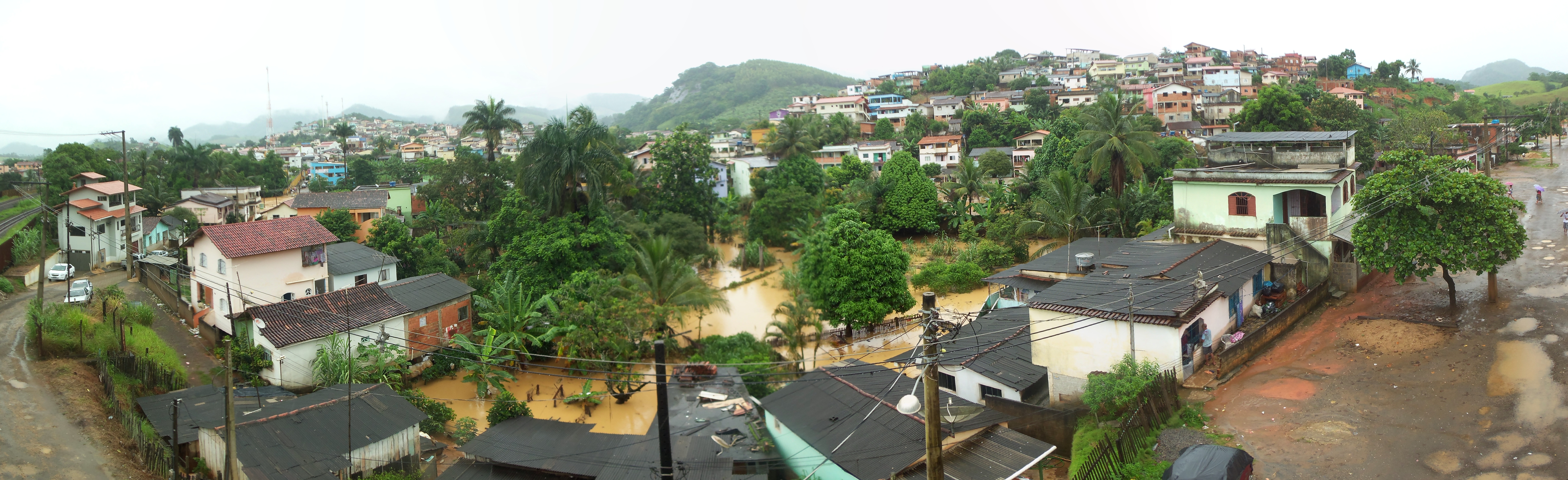
Casas alagadas pelo rio Fundão no bairro Orly Ramos, em Fundão, no dia 21 de dezembro.

### Minas Gerais
Em 17 de dezembro, um deslizamento de terra deixou seis mortos na zona rural de Sardoá, em Minas Gerais. Foi aberta uma clareira de 100 metros em meio à plantação de eucalipto. As cidades de Ataléia, Capelinha, Vargem Alegre, Santos Dumont, Rio Pardo de Minas, Comercinho, Conselheiro Pena, Mantena, São João do Manteninha, Resplendor, Mathias Lobato e  São João Evangelista também foram afetadas por fortes chuvas entre os dias 15 e 19, com registros de inundações e alagamentos. Em Governador Valadares, a prefeitura considera o temporal que atingiu a cidade entre os dias 17 e 18 como "um dos piores da história da cidade", sendo que cerca de 250 pessoas ficaram desalojadas, houve desabamento de uma casa e o trânsito foi paralisado em diversos pontos. No dia 18, entre as regiões Central, Vale do Rio Doce, Noroeste, Zona da Mata e Vale do Jequitinhonha, oito estradas apresentavam trechos interditados. No dia 19, as viagens do trem de passageiros da Estrada de Ferro Vitória a Minas (EFVM) foram suspensas e o excesso de chuva prejudicou ainda a agricultura, como o cultivo do café.
Entre a noite do dia 20 e a madrugada do dia 21, as fortes chuvas provocaram deslizamentos de encostas, desabamentos e inundações em Coronel Fabriciano, Ipatinga e Timóteo, com registros de deslizamentos de terra nos bairros Ana Rita (Timóteo), Mangueiras (Coronel Fabriciano) e Bom Jardim (Ipatinga). A queda de uma barreira interditou a BR-381 por mais de dez horas e o desvio precisou ser feito por dentro do perímetro urbano de Timóteo e Coronel Fabriciano. Entre os dias 22 e 23, houve registros de novos deslizamentos em Ipatinga e Governador Valadares, que provocaram mortes e em 24 de dezembro, cinco bairros da cidade de Aimorés ficaram alagados e três casas desabaram, sendo que a cidade já havia sido afetada por outro temporal no dia 18. Entre a noite do dia 26 e a madrugada do dia 27 voltou a chover forte na região do Vale do Aço, sendo Coronel Fabriciano a cidade mais atingida, onde o ribeirão Caladão, que corta o perímetro urbano, transbordou e provocou enchentes em todo o seu curso, afetando os bairros situados às margens. Após o temporal, a prefeita da cidade, Rosângela Mendes, afirmou que viu tamanhos estragos na cidade somente na enchente de 1979.
No total, cerca de 2 mil pessoas ficaram desabrigadas em Aimorés. Nas três cidades do Vale do Aço, o total de desalojados até o dia 26 de dezembro era de 1 251 pessoas (1 101 em Ipatinga, 110 em Timóteo e 40 em Coronel Fabriciano) e em Governador Valadares havia 669 pessoas desalojadas, sendo que nesta cidade vários bairros ficaram dias seguidos com os serviços energia elétrica e abastecimento de água prejudicados.

## Reações

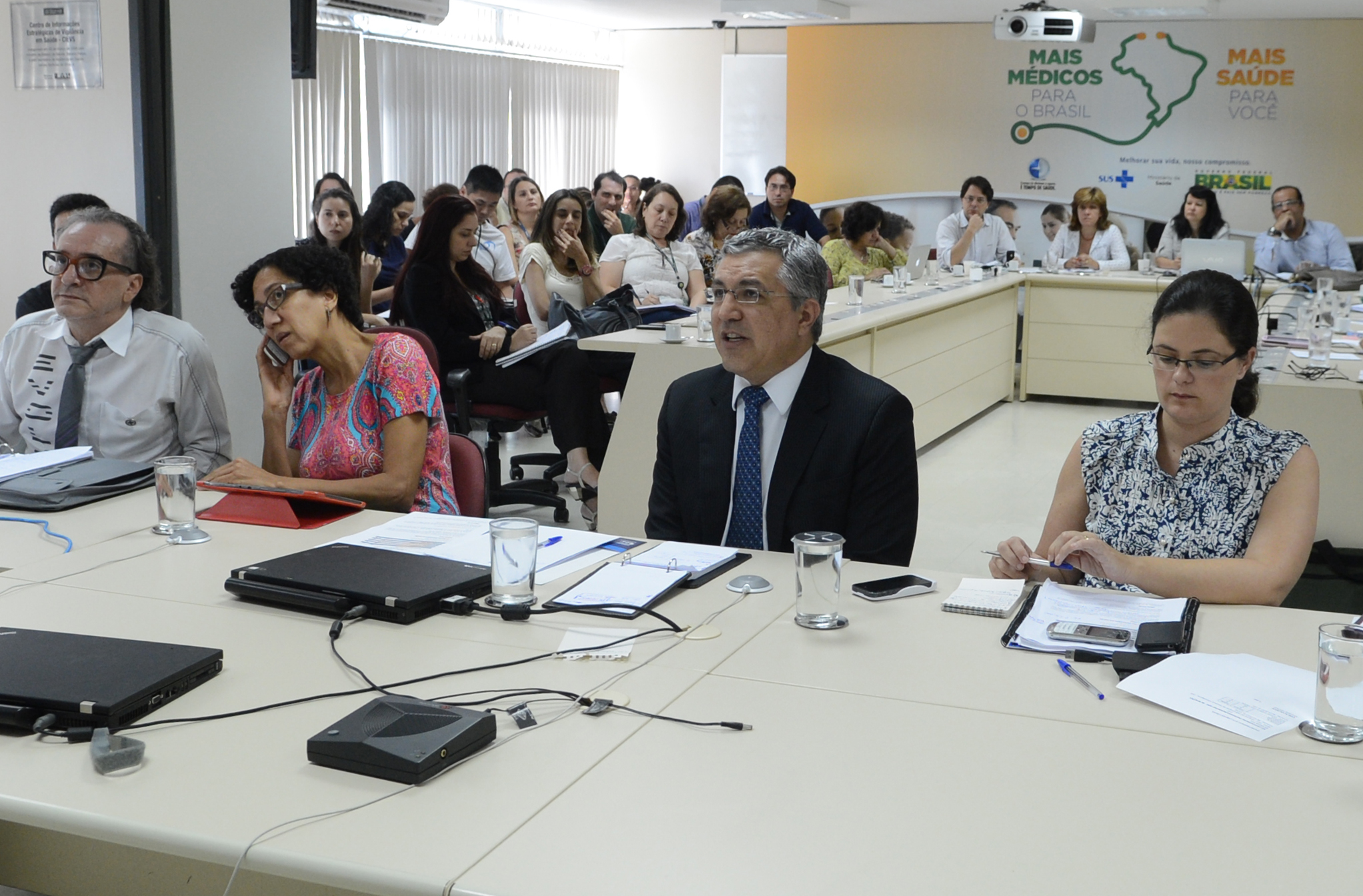
O ministro da Saúde, Alexandre Padilha, durante videoconferência com autoridades do Espírito Santo e Minas Gerais em Brasília para tratar de medidas emergenciais de auxílio aos desabrigados e desalojados pelas enchentes. Foto: Antônio Cruz/Agência Brasil.

Postos de doações foram estabelecidos em batalhões da Polícia Militar em Vitória, Nova Venécia, Vila Velha, Barra de São Francisco e Linhares. A Cruz Vermelha recebe donativos na Praça do Papa e estabelecimentos públicos e privados também recebem doações em várias cidades capixabas. Igrejas católicas da diocese de Colatina, através da Cáritas Diocesana de Colatina, recolheram doações para as vítimas da enchente de Rio Bananal. Em Cariacica, escoteiros, membros da Igreja Catolica e da Ordem DeMolay receberam doações. Esportistas e a Secretaria de Estado de Esportes e Lazer realizaram a campanha #esportesolidario para arrecadar donativos.
Para o atendimento de emergências, o Corpo de Bombeiros Militar do Estado do Espírito Santo e a Defesa Civil ficaram de plantão. Todo o efetivo dos Bombeiros foi acionado para atender à crise. O Departamento de Estradas de Rodagem do Espírito Santo (DER-ES) ficou de plantão para agir nos casos que comprometessem o trânsito em rodovias estaduais. O Banco de Desenvolvimento do Espírito Santo (Bandes) ofereceu o crédito Bandes Emergencial para atender pequenas empresas e empreendedores, formais ou informais, que comprovarem perdas materiais com as chuvas.
No dia 19 de dezembro, entidades do governo do Espírito Santo se reuniram para definir metas de ação. O governador Renato Casagrande contactou os ministros da Casa Civil, Gleisi Hoffmann, e da Integração Nacional, Francisco Teixeira, para pedir ajuda do governo federal. No dia seguinte, Casagrande, Teixeira, o subchefe da Casa Civil Luís Antônio Padilha, o secretário nacional da Defesa Civil Adriano Pereira Júnior, o vice-governador Givaldo Vieira e o o chefe estadual da Defesa Civil Marcelo D'Isep sobrevoaram a Grande Vitória e visitaram Rio Bananal. No dia 21, Casagrande decretou estado de emergência em todo o Espírito Santo.
O prefeito de Vila Velha, Rodney Miranda (DEM), viajou com a família para passar dez dias de férias em Nova York, sendo a autoridade a única que poderia decretar eventual situação de emergência no município. Dada a repercussão negativa do caso, o prefeito antecipou sua volta ao Brasil.

## Vítimas
Segundo a Defesa Civil, até o dia 31 de dezembro, no Espírito Santo havia sido contabilizado um total de 24 mortos, além de 44 577 desabrigados ou desalojados nessa mesma data (excetuam-se os que já haviam retornado às suas casas). Foi decretado estado de emergência em todo o estado no dia 21 de dezembro. No último dia de 2013, Minas Gerais contabilizava 22 mortes, 150 feridos, 9 205 desalojados e 3 015 desabrigados, além de 7 729 casas danificadas e 253 destruídas. Um total de 73 municípios decretaram estado de emergência e dois (Sardoá e Virgolândia) calamidade pública no estado mineiro.
| Município              | Estado         | Mortes |
| ---------------------- | -------------- | ------ |
| Aimorés                | Minas Gerais   | 1      |
| Baixo Guandu           | Espírito Santo | 3      |
| Barra de São Francisco | Espírito Santo | 4      |
| Belo Horizonte         | Minas Gerais   | 1      |
| Buritizeiro            | Minas Gerais   | 1      |
| Caratinga              | Minas Gerais   | 1      |
| Colatina               | Espírito Santo | 8      |
| Domingos Martins       | Espírito Santo | 1      |
| Francisco Sá           | Minas Gerais   | 1      |
| Governador Valadares   | Minas Gerais   | 2      |
| Ipatinga               | Minas Gerais   | 1      |
| Itabira                | Minas Gerais   | 1      |
| Itaguaçu               | Espírito Santo | 6      |
| Itanhomi               | Minas Gerais   | 1      |
| Juiz de Fora           | Minas Gerais   | 1      |
| Pancas                 | Espírito Santo | 1      |
| Nova Venécia           | Espírito Santo | 1      |
| Sardoá                 | Minas Gerais   | 7      |
| Timóteo                | Minas Gerais   | 1      |
| Virgolândia            | Minas Gerais   | 3      |
| Total                  |                | 46     |